# Wereld Muziek Concours
Il Wereld Muziek Concours, (letteralmente Concorso Musicale Mondiale, abbreviato WMC) è un festival musicale internazionale che si tiene ogni quattro anni dal 1951 a Kerkrade, nei Paesi Bassi.
Il WMC attira ogni quattro anni circa 200.000 visitatori e 15.000 musicisti provenienti dai Paesi Bassi e dall'estero, rendendolo uno dei più grandi festival dei Paesi Bassi e il più importante festival di musica per fiati del mondo.

## Organizzazione
Il WMC venne organizzato per la prima volta nel 1951 dalle armonie "St. Aemiliaan" di Bleyerheide e "St. Pancratius" di Nulland. Il festival si svolge presso lo stadio Parkstad Limburg e comprende concorsi per orchestre di fiati, bande musicali (incluse marching band e show band), ensemble di percussioni e direttori d'orchestra professionisti in concerti di alta qualità, oltre ad un festival all'aperto nel centro della città di Kerkrade. All'edizione 2005 hanno preso parte oltre 19.000 musicisti provenienti da tutto il mondo, che ha attirato circa 650.000 visitatori.
Il direttore d'orchestra André Rieu è il patron del WMC dal 2013. Il festival musicale riceve un sussidio, tra gli altri, dal Fondo di partecipazione culturale.

## IESC
L'Internationaal Ensemble- en Solistenconcours (Concorso per ensamble e solisti, IESC) è un concorso riservato a solisti ed ensamble nella categoria legni/ottoni, percussioni, big band e jazz combo, con particolare riguardo a musicisti giovani e ambiziosi che stanno iniziando la carriera musicale. Per questo progetto, il WMC sta lavorando insieme alla Stichting Muziekschool Kerkrade (Fondazione della Scuola di musica di Kerkrade), che dal 1985 ha avviato progetti speciali nel periodo tra due edizioni del WMC, principalmente rivolti a musicisti, direttori e compositori più giovani. Questo concorso si svolge ogni due anni in collaborazione con la Stichting Muziekschool Kerkrade (SMK), con l'obiettivo principale di fornire l'opportunità ai giovani talenti musicali di presentarsi su un palcoscenico di richiamo internazionale.